# Nothobranchius pienaari
Nothobranchius pienaari är en fiskart som beskrevs av Shidlovskiy, Watters och Wildekamp 2010. Nothobranchius pienaari ingår i släktet Nothobranchius och familjen Nothobranchiidae. Inga underarter finns listade i Catalogue of Life.